# Seatrade

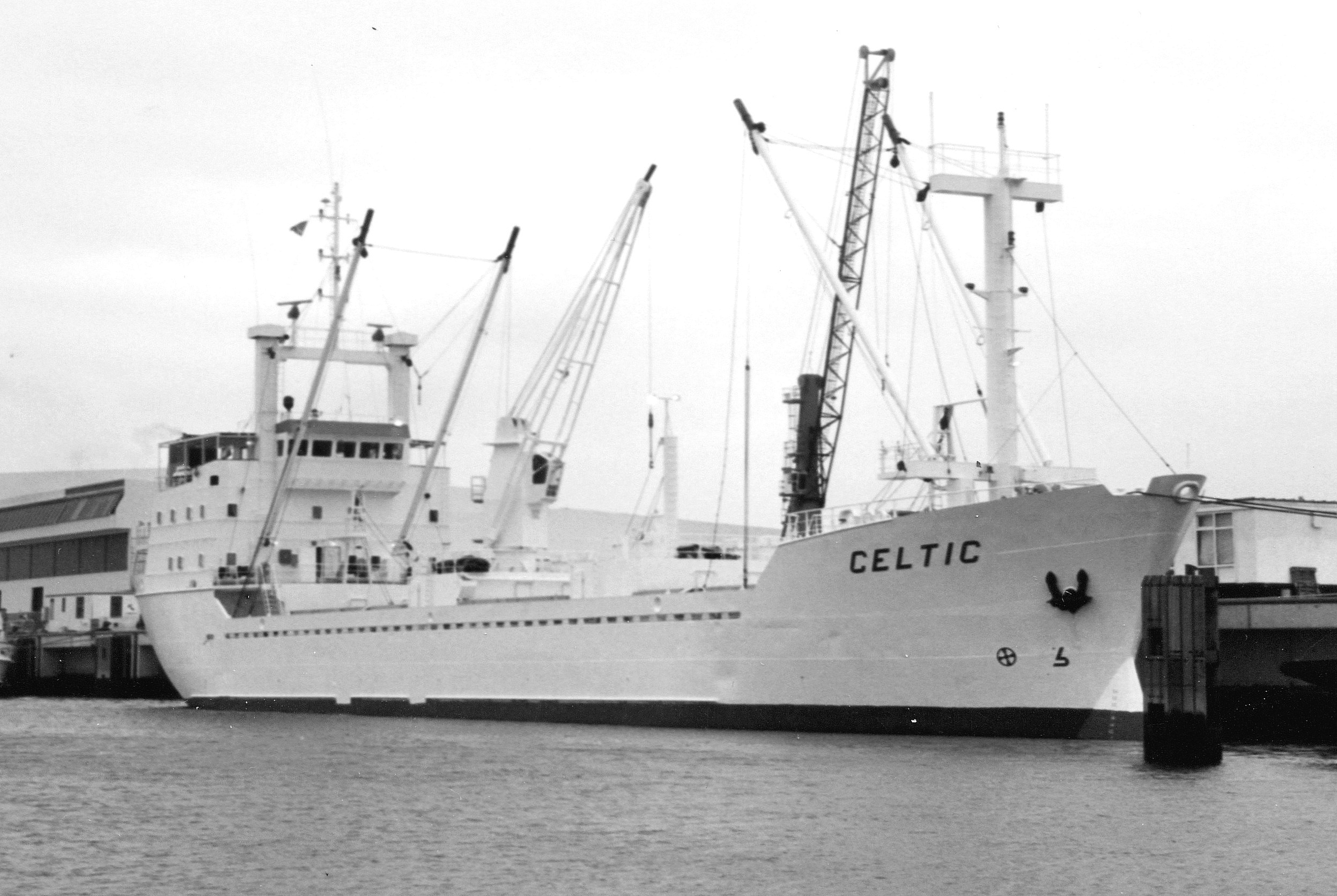
Kühlschiff Celtic (1979)

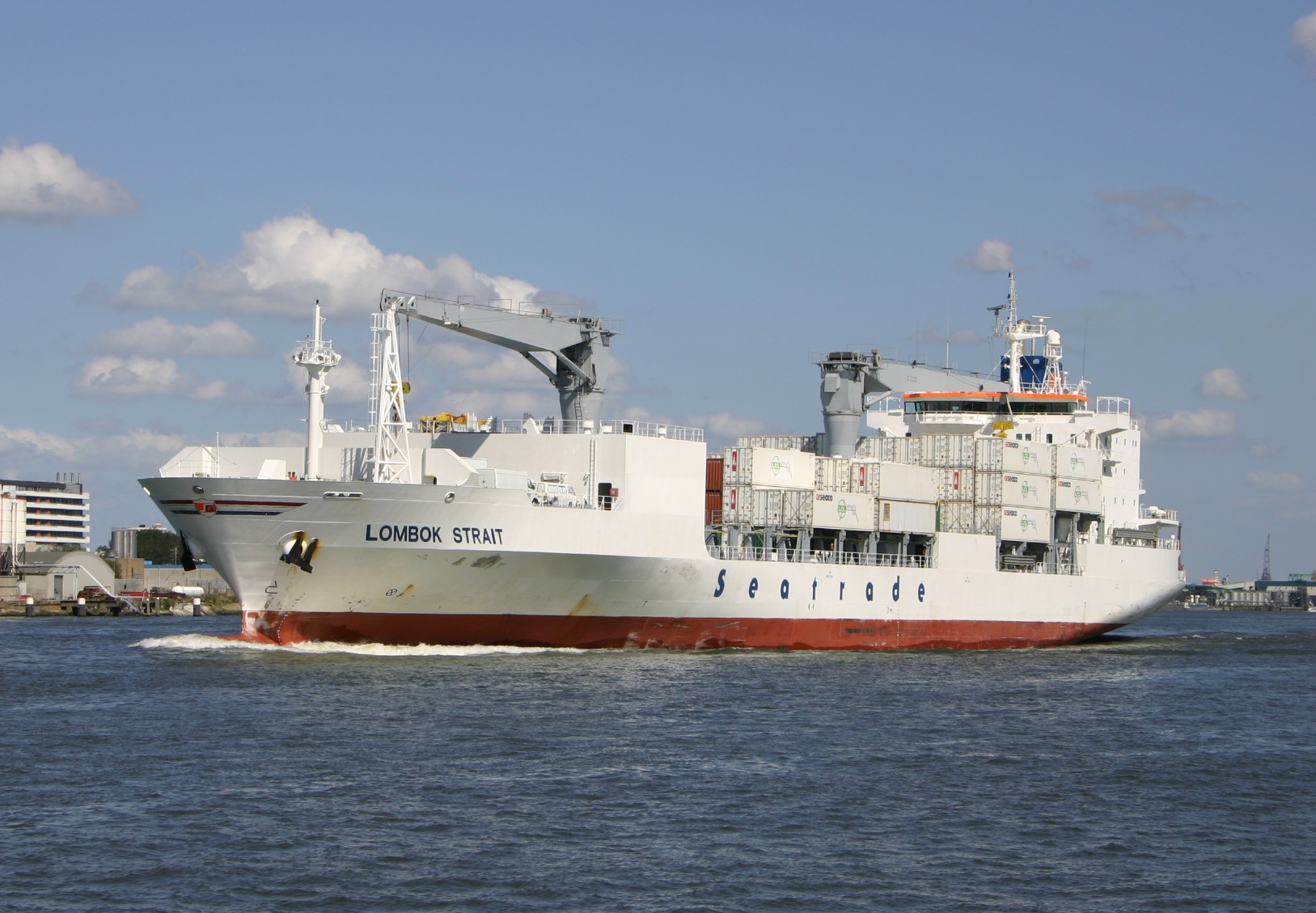
Kühlschiff Lombok Strait

Seatrade Shipmanagement B.V. ist ein Schifffahrtsunternehmen in Groningen. Es ist das größte Schifffahrtsunternehmen im Bereich der Kühlschifffahrt.

## Geschichte
Das Unternehmen wurde 1951 als Scheepvaartkantoor Groningen von fünf Küstenschiffseignern gegründet. In den 1960er Jahren begann der Umstieg auf die Kühlschifffahrt und in den 1970er Jahren wurden die ersten drei Kühlschiffsneubauten in Auftrag gegeben. Im Jahr 1973 änderte man die Firma auf Seatrade Groningen B.V. 1989 übernahm man die Reederei Dammers & van der Heide. Von 1993 bis 1998 arbeitete Seatrade Reefer Chartering aus rechtlichen Gründen unter dem Namen Scaldis Reefer Chartering – dieser Betriebszweig zog 1998 von Groningen nach Antwerpen. Im Jahr 2000 kam die Leeraner Reederei Triton Schiffahrtsgesellschaft zu Seatrade.
Zeitweise wurden über 130 Schiffe betreut, heute werden rund 80 (davon 70 eigene) Container- und Kühlschiffe, Mehrzweck-Trockenfrachter, herkömmliche Tanker und Fruchtsafttanker bereedert. Die Tätigkeiten Seatrades umfassen unter anderem das nautische und technische Management, die Bemannung und die Finanzierung der Schiffe.

## Aufbau
- Seatrade Holding BV – dient als übergeordnete Holding der Einzelunternehmen.
- Seatrade Shipmanagement BV – führt die Bereederung der Seatrade-Schiffe durch.
- Seatrade Reefer Chartering NV – führt die Befrachtung der Seatrade-Schiffe durch.
- Triton Schiffahrts GmbH – führt die Bereederung von Schiffen für deutsche Auftraggeber durch.
- Avior Marine Crewing NV – Bemannung der Schiffe.